# یواس‌اس واپاشا (وای‌ان-۴۵)
یواس‌اس واپاشا (وای‌ان-۴۵) (به انگلیسی: USS Wapasha (YN-45)) یک کشتی بود که طول آن ۹۴ فوت ۴٫۵ اینچ (۲۸٫۷۶۶ متر) بود. این کشتی در سال ۱۹۳۸ ساخته شد.